# 安齊拉納納
安齊拉納納，1975年前称作迭戈-苏亚雷斯（Diego-Suarez），是馬達加斯加的城市，也是迪亚纳区的首府，位於該國北端，2008年人口105,000。为该国主要的海港之一。